# 列宁公园 (武夷山)
27°45′40″N 118°01′47″E / 27.76111°N 118.02972°E
列宁公园位于中国福建省武夷山市崇安街道市政府对面，园内的闽北革命烈士纪念碑1991年被列为福建省文物保护单位。
列宁公园原为护国寺和城隍庙旧址。1931年6月15日，闽北红军占领崇安县城时在此召开群众大会。次年8月，中共闽北分区委员会和闽北苏维埃政府迁入县城，将此地辟为“列宁公园”，以纪念苏联领导人弗拉基米尔·列宁。1935年红军撤离崇安后，列宁公园逐渐沦为废墟。中华人民共和国成立后，列宁公园进行了重修和扩建。1957年8月，在园内修建闽北革命烈士纪念碑。1988年在园内建闽北革命历史纪念馆。
闽北革命烈士纪念碑为石质，碑身呈复式四棱柱状，南面题“闽北革命烈士纪念碑”，北面是朱德题“革命烈士永垂不朽”。碑座南面镶嵌碑文，东、西、北三面为陈毅、张鼎丞、邓子恢、邵式平、叶飞等人的题词。纪念碑西侧有粟裕和孙克骥的骨灰安葬处。
- 闽北革命历史纪念馆
- 闽北革命烈士纪念碑
- 粟裕和孙克骥的骨灰安葬处